# Yoshio Nishina
Yoshio Nishina (仁科 芳雄 Nishina Yoshio?, Satoshō, 6 de diciembre, 1890 – 10 de enero, 1951) fue un físico japonés, considerado "el padre fundador de la investigación en física moderna en Japón".

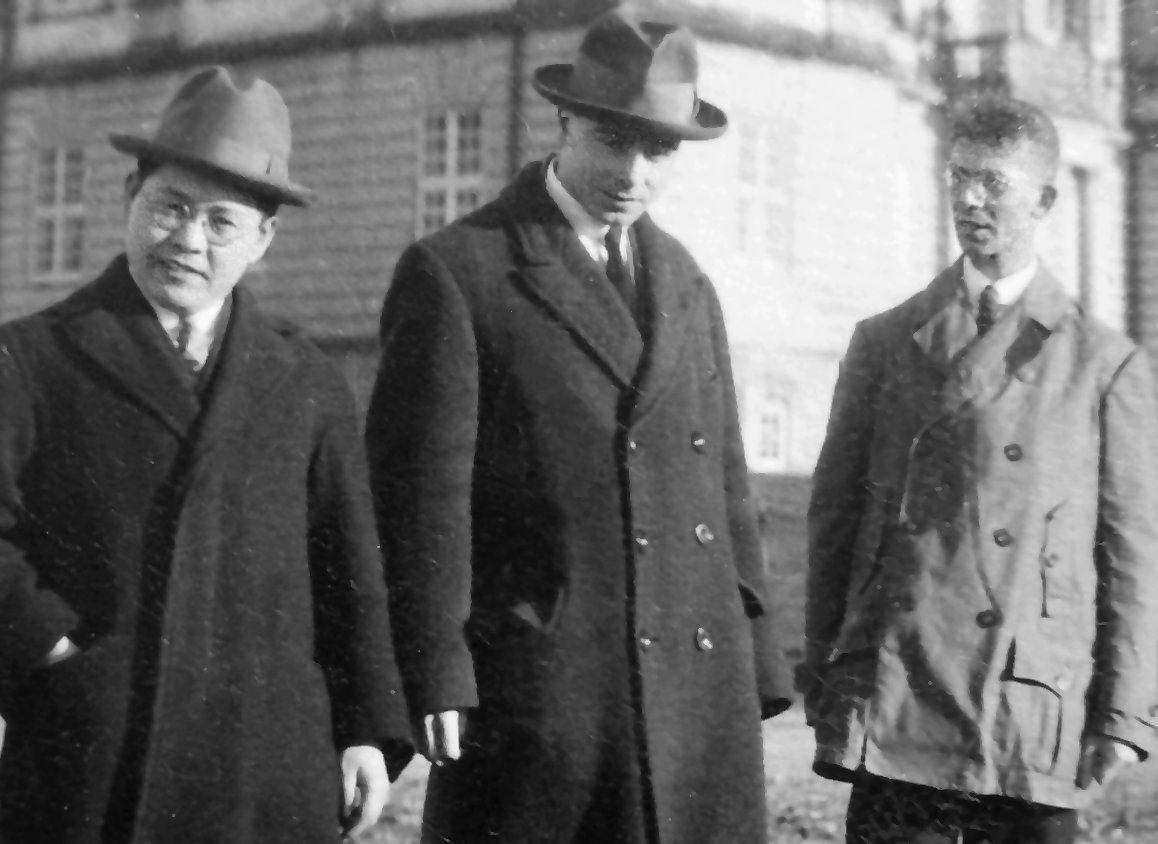
Yoshio Nishina, Llewellyn Thomas y Friedrich Hund, en Copenhague en 1926

Nishina nació en Satoshō, Okayama, y se graduó como ingeniero eléctrico el año 1918 en la Universidad Imperial de Tokio. Después de licenciarse, fue miembro del Instituto de Investigación Física y Química (ahora RIKEN).

## Biografía
El año 1921 fue enviado a Europa para hacer investigación, visitando universidades e instituciones como los Laboratorios Cavendish, la Universidad Georg-Augusto de Göttingen, y la Universidad de Copenhague. En Copenhague, investigó con Niels Bohr con quién hizo amistad. En 1928 escribió un artículo con Oskar Klein sobre la dispersión de Compton incoherente, derivando la llamada fórmula de Klein-Nishina.
Regresó a Japón el año 1929, donde se dedicó a fomentar el estudio de la mecánica cuántica. Dos años después, estableció el Laboratorio Nishina en RIKEN, donde invitó algunos investigadores occidentales, incluyendo Werner Heisenberg, Paul Dirac y Niels Bohr, para estimular a los físicos japoneses. Su investigación se focalizó en desarrollos de acelerador de partículas y rayos cósmicos y construyó unos cuántos ciclotrones en RIKEN. En particular, detectó el muon en rayos cósmicos, independientemente de Carl Anderson, descubrió también el isótopo de uranio-237 e inició los estudios de fenómenos de fusión simétrica que ocurren por irradiación de neutrones rápidos sobre el uranio (1939–1940).
Fue investigador principal del Instituto de Investigación Física y Química (RIKEN) y dirigió a generaciones de físicos, incluyendo dos premios Nobel de física: Hideki Yukawa y Shin'ichirō Tomonaga.
Durante la Segunda Guerra Mundial, fue el director del programa japonés de armas nucleares. Su laboratorio fue severamente destruido y la mayoría del equipamiento tuvo que ser descartado y reconstruido después de la guerra.
Murió de cáncer de hígado en 1951.

## Eponimia
- El cráter lunar Nishina lleva este nombre en su memoria.[3]